# Yaxham
Yaxham är en by och en civil parish i Breckland i Norfolk i England. Orten har 772 invånare (2011). Byn nämndes i Domedagsboken (Domesday Book) år 1086, och kallades då Iachesham/Lakesham.